# Newgrounds
A Newgrounds egy amerikai weboldal, mely a szórakoztatás céljából jött létre, közösségi funkciókkal kiegészítve. 1995. július 6. kezdte meg a működését az alapítójának, Tom Fulpnak köszönhetően. Az oldal jellemzően SWF tartalmakat biztosít a felhasználóknak, a Flash animációkon és játékokon túl azonban az oldalnak külön zenei és művészeti része is megtalálható. Tom Fulp jelenleg is az oldal tulajdonosa és a mai napig tölt fel különböző tartalmakat. A Newgrounds központja a Pennsylvania állambeli Glenside városában található.

## Kezdőlap
Az oldal kezdőlapján a nemrég megjelent alkotásokból egy válogatást tekinthet meg a látogató, amit az adminisztrátorok a kedvenceikből állítottak össze. Az első ezek közül 2003. április 21-én került ki a "Tom and Wade Recommend" szekciójába: a Taipan 3000 nevezetű Flash játékot az egyik tag, Josh Tuttle ("Psycho Goldfish") készítette. (Ez egy remake volt a népszerű Taipan! című Apple II játékhoz.)
Később a minőségi tartalmak gyarapodásával egyre több ikonok került ki ide. Jelenleg 36 ikon van itt feltüntetve, amiből 12 Flash animáció, 12 játék, 4 zene, 8 pedig művészi alkotás. Korábban hetente frissült a lista, majd ez később lerövidült; az újonnan az oldalra érkező látogató itt könnyen eligazodhat a jól sikerült művek között. Eredetileg ezen ikonokat az oldal moderátorai készítették, ahogy a hozzájuk kapcsolódó leírásokat is, de ez rendkívül időigényes feladatnak bizonyult, így jelenleg a felhasználók a saját készítésű ikonokat és leírásokat adhatnak hozzá a felkerült művekhez. Az Icon Helpers rendszert 2006. június 27-én vezették be, hogy a felhasználók segítségével pótolják az ikonnal nem rendelkező Flash tartalmak hiányosságát, ami így megkönnyíti az automatikus gyűjtőoldalakon való megjelenésüket.
2004. január 12-én az oldal elindította archívumát, ahol egy havi bontásban szereplő listán tüntetik fel azokat a Flash tartalmakat, melyek méltóak voltak arra, hogy a Newgrounds kezdőlapjára felkerüljenek.
Amikor az oldalon karbantartást végeznek, vagy ha az valamilyen okból kifolyólag túlterheltté válik, akkor a főoldalon az "under construction" felirat mellett a honlap logójának számító tank képe jelenik meg, és egy programozókból álló csoport hegeszti azt.

## Szolgáltatások
A Flash videók és játékok megosztására két külön alportál is rendelkezésre áll az oldalon. Ezeken belül mind a videók, mind a játékok kategorizálva vannak műfaj szerint. (játékok: akció, ügyességi, autós, puzzle stb., animációk: Noir, zenés videók, vicces videók stb.)
Az egybefüggő témájú flash animációkból és játékokból, kollekciók is össze vannak állítva, ezek gyakran aktuális témákból állnak. (pl. 2011 karácsony, Skyrim stb.)

### Korcsoport szerinti besorolás
A különböző flash tartalmak a neki szánt korosztály szerint vannak csoportosítva: 
- E (Everyone=mindenki): Az ezzel megjelölt tartalmak mindenkinek ajánlottak.
- T (Teens=kamasz):  Az ezzel megjelölt tartalmak 13 év felettieknek ajánlottak.
- M (Mature=érett): Az ezzel megjelölt tartalmak 17 év felettieknek ajánlottak. Ezek már helyenként meztelenséget is tartalmazhatnak.
- A (Adult=felnőtt): Az ezzel megjelölt tartalmak szigorúan 18 év felettieknek ajánlottak. Az ilyenek előtt mindig létezik egy automatikus figyelmeztetés, ami a felnőtt tartalomra hívja fel a figyelmet. Ide sorolandók az erőszakos, pornográf, illetve durva nyelvezetet tartalmazó játékok/animációk.

### Egyéb
Mindemellett zenék megosztására van egy úgynevezett Audio Portal, illetve rajzok/képek megosztására egy Art Portal is a honlapon.